# Manuel de Balmaceda Ballesteros
Manuel José de Balmaceda Ballesteros (Santiago, 1803-ibídem, diciembre de 1869) fue un político y hacendado chileno.

## Biografía
Fue hijo de José María Fernández Balmaceda y de María Rodríguez Ballesteros y Taforó. De familia rica y acaudalada, se dedicó a la hacienda familiar desde joven, recibiendo instrucción primaria y secundaria con profesores particulares en su residencia. 
Se casó con Encarnación Fernández Salas, con quien fue padre de los políticos José María, quien además se desempeñó como agricultor; José Rafael y José Manuel Balmaceda Fernández, quien fue presidente de Chile.

## Vida pública
Fue militante del Partido Liberal, por el cual fue elegido Diputado por Osorno en 1852 y por Valparaíso en 1855, siendo parte de la Comisión permanente de Hacienda e Industria, Gobierno y Relaciones Exteriores en su segundo período legislativo.
Elegido Senador por la Provincia de Santiago (1858-1864), perteneció a la Comisión permanente de Educación y Beneficencia.